# Довготривала потенціація

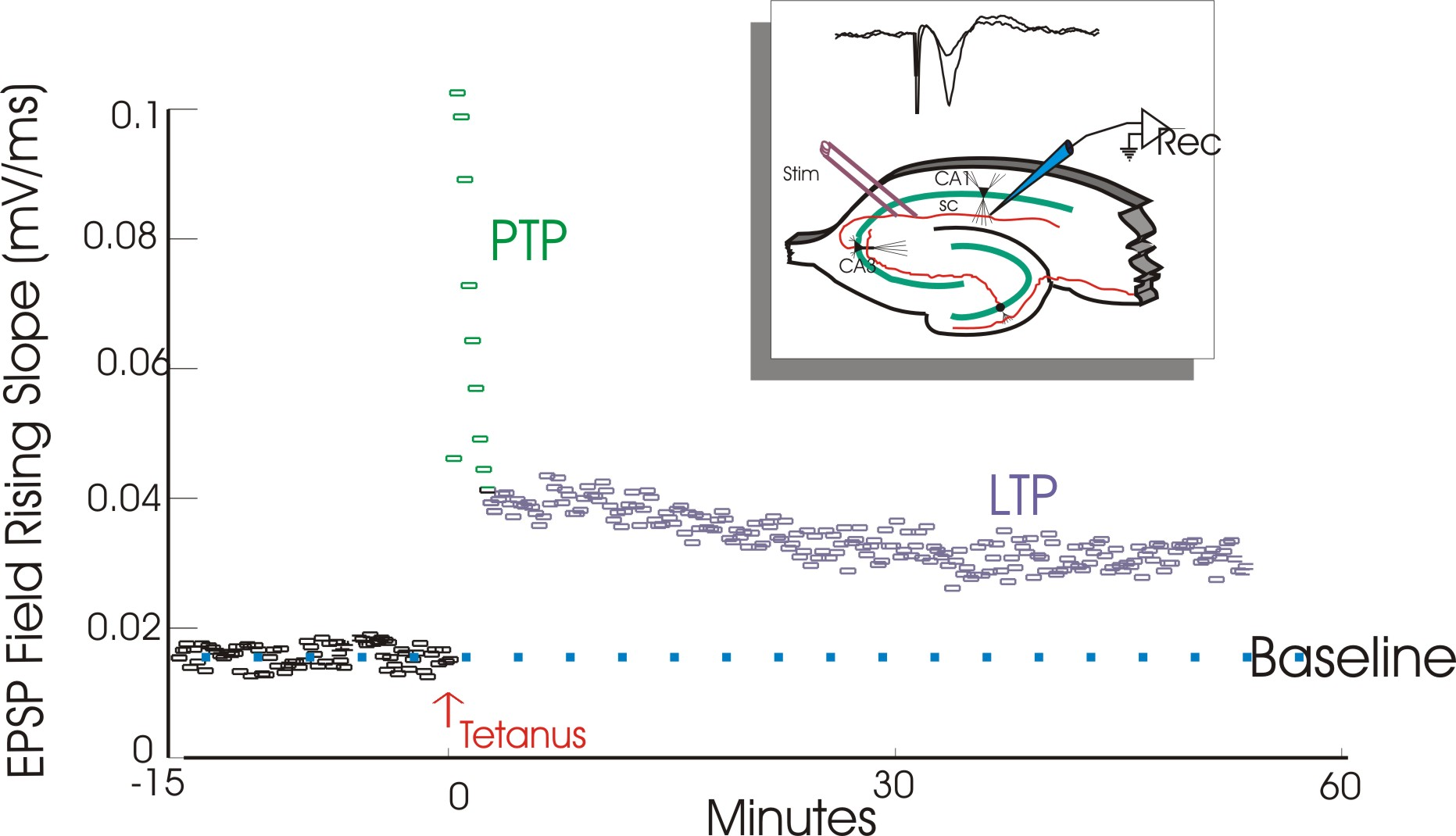
Приклад довготривалої потенціації в гіпокампі мозку щура

Довготривала потенціація або тривала потенціація (англ. Long-term potentiation, LTP) — посилення синаптичної передачі між двома нейронами, що зберігається впродовж тривалого часу після дії на синаптичний сигнальний шлях. LTP бере участь у механізмах синаптичної пластичності, що забезпечує нервову систему живого організму можливістю адаптуватися до зміни умов навколишнього середовища. Більшість теоретиків нейрофізіології вважають, що довготривала потенціація пов'язана з довготривалим пригніченням і лежить в основі клітинних механізмів пам'яті і навчання.
Довготривала потенціація була відкрита норвезьким ученим Тер'є Лемо (Terje Lømo) в 1966 році при проведенні дослідження на гіпокампі кроликів. Перша наукова робота, що описує процес LTP, була опублікована Тер'є Лемо і Тімоті Бліссом (Timothy Bliss) в 1973 році.